# Spolas
Spolas is een geslacht van insecten uit de orde vliesvleugeligen (Hymenoptera) en de familie Ichneumonidae.

## Soorten
- S. citricinctus (Ashmead, 1901)
- S. delicata (Ashmead, 1901)
- S. flavifrons (Ashmead, 1901)
- S. haleakalae (Ashmead, 1901)
- S. hawaiiensis (Ashmead, 1901)
- S. molokaiensis (Ashmead, 1901)
- S. satelles (Perkins, 1910)
- S. sociabilis (Perkins, 1910)
- S. solitaria (Perkins, 1910)
- S. tarsata (Ashmead, 1901)
- S. tephrias (Perkins, 1910)